# Oskar Tietz
Oskar Tietz (Berlín, 18 d'octubre de 1895 - Berlín, 16 de maig de 1975) va ser un ciclista alemany que fou professional entre 1922 i 1936. Va combinar el ciclisme en pista amb la ruta.

## Palmarès
- 1923
  - 1r als Sis dies de Berlín (amb Fritz Bauer)
- 1925
  - 1r al Rund um Berlin
- 1926
  - 3r al Campionat de Zúric
- 1927
  - 2n al Campionat de Zúric
- 1929
  - 1r als Sis dies de Frankfurt (amb Willy Rieger)
- 1930
  - 3r a la Volta a Alemanya
- 1931
  - 1r als Sis dies de Berlín 1 (amb Paul Broccardo)
  - 1r als Sis dies de Berlín 2 (amb Paul Broccardo)
- 1932
  - 1r als Sis dies de Frankfurt (amb Adolf Schön)
- 1933
  - 1r als Sis dies de Múnic (amb Franz Lehmann)

### Resultats al Tour de França
- 1930. Abandona (9a etapa)